# Jagiellonia Białystok
Jagiellonia Białystok (polsk udtale: [jaɡ ʲ ɛlɔɲa b ʲ awɨstɔk]) er en polsk fodboldklub.
Grundlagt i 1920, har klubben sin base i Białystok (hovedstaden i Podlasie provinsen) og spiller på Stadion Miejski. Klubben har spiller i den bedste række Ekstraklasa siden 2007. Jagiellonia vandt det polske mesterskab  i 2024, i 2010 vandt klubben den polske pokalturnering.
Siden 2010 har klubben flere gange kvalificerede sig til at spille kvalifikation til UEFA Europa League. I 2024-25 deltog de i det første europæiske gruppespil/ligaspil. Jagiellonia har mødt FC København i gruppespillet i Conference Leauge 2024-25 og Silkeborg IF i 3. kvalifikations runde til Conference Leauge 2025-26
Jagielloina spiller på stadion Miejski, med plads til 22.432 

## Titler
Liga
- Ekstraklasa
  - Vinder (1): 2023–24
  - Sølv (2): 2016–17, 2017–18
  - Bronze (2): 2014–15, 2024–25

- Polsk pokalturnering (1): 2009/10
- Polsk Super Cuppen (2): 2010, 2024

## UEFA
Jagiellonias målscore er altid først.
| Sæson   | Turnering         | Runde        | Land         | Klub                   | Hjemme | Ude | Samlet |
| ------- | ----------------- | ------------ | ------------ | ---------------------- | ------ | --- | ------ |
| 2010–11 | Europa League     | QR3          | Grækenland   | Aris Thessaloniki F.C. | 1–2    | 2–2 | 3–4    |
| 2011–12 | Europa League     | QR1          | Kasakhstan   | Irtysh Pavlodar        | 1–0    | 0–2 | 1–2    |
| 2015–16 | Europa League     | QR1          | Litauen      | Kruoja Pakruojis       | 8–0    | 1–0 | 9–0    |
|         | Europa League     | QR2          | Cypern       | AC Omonia Nicosia      | 0–0    | 0–1 | 0–1    |
| 2017–18 | Europa League     | QR1          | Georgien     | Dinamo Batumi          | 4–0    | 1–0 | 5–0    |
|         | Europa League     | QR2          | Aserbajdsjan | Gabala FK              | 0–2    | 1–1 | 1–3    |
| 2018–19 | Europa League     | QR2          | Portugal     | Rio Ave F.C.           | 1–0    | 4–4 | 5–4    |
|         | Europa League     | QR3          | Belgien      | KAA Gent               | 0–1    | 1–3 | 1–4    |
| 2024-25 | Champions League  | QR2          | Litauen      | FK Panevėžys           | 3–1    | 4–0 | 7–1    |
| 2024-25 | Champions League  | QR3          | Norge        | FK Bodø/Glimt          | 0–1    | 1–4 | 1–5    |
| 2024-25 | Europa League     | PO           | Holland      | AFC Ajax               | 1–4    | 0–3 | 1–7    |
| 2024-25 | Conference League | Gruppespil   | Danmark      | F.C. København         | -      | 2–1 | 2–1    |
| 2024-25 | Conference League | Gruppespil   | Moldova      | FC Petrocub Hîncești   | 2–0    | -   | 2–0    |
| 2024-25 | Conference League | Gruppespil   | Norge        | Molde FK               | 3–0    | -   | 3–0    |
| 2024-25 | Conference League | Gruppespil   | Slovenien    | NK Celje               | -      | 3–3 | 3–3    |
| 2024-25 | Conference League | Gruppespil   | Tjekkiet     | FK Mladá Boleslav      | -      | 0–1 | 0–1    |
| 2024-25 | Conference League | Gruppespil   | Slovenien    | NK Olimpija Ljubljana  | 0–0    | -   | 0–0    |
| 2024-25 | Conference League | 1/16 finale  | Serbien      | TSC Backa Topola       | 3–1    | 3–1 | 6–2    |
| 2024-25 | Conference League | 1/8 finale   | Belgien      | Cercle Brugge          | 3–0    | 0–2 | 3–2    |
| 2024-25 | Conference League | Kvart finale | Spanien      | Real Betis Balompié    | 1–1    | 0–2 | 1–3    |
| 2025-26 | Conference League | QR2          | Serbien      | FK Novi Pazar          | 3–1    | 2–1 | 5–2    |
| 2025-26 | Conference League | QR3          | Danmark      | Silkeborg IF Fodbold   | 2–2    | 1–0 | 3–2    |
| 2025-26 | Conference League | PO           | Albanien     | Dinamo City            | ?      | ?   | ?      |

## Førsteholdstruppen

### Nuværende spillertrup 2025/26
- Nuværende spillertrup 2025

### Nuværende spillertrup 2015/16
Liste over Jagiellonia's A-trup:
| Målmænd                                                                                   | Forsvarsspillere | Midtbanespillere | Angribere                                                                                          |
| ----------------------------------------------------------------------------------------- | --- | --- | -------------------------------------------------------------------------------------------------- |
| - 33 Krzysztof Baran - 39 Krzysztof Karpieszuk - 40 Kacper Rosa - 69 Bartłomiej Drągowski | - 02 Filip Modelsk - 03 Jonatan Straus - 07 Sebastian Madera - 14 Marek Wasiluk - 17 Ivan Runje - 18 Martin Baran - 19 Igors Tarasovs - 23 Michał Pawlik - 25 Rafał Augustyniak - 42 Kamil Pajnowski - 77 Piotr Tomasik | - 04 Jacek Góralski - 05 Konstantin Vassiljev - 06 Taras Romanchuk - 10 Nika Dzalamidze - 11 Karol Mackiewicz - 12 Piotr Grzelczak - 13 Przemysław Mystkowski - 20 Maciej Gajos - 21 Przemysław Frankowski - 22 Rafał Grzyb - 44 Emil Łupiński | - 08 Patryk Tuszyński - 09 Jan Pawłowski - 17 Łukasz Sekulski - 26 Emil Gajko - 28 Karol Świderski |

## Kendte spillere
- Tomasz Bandrowski
- Thiago Cionek
- Bruno Coutinho
- Tomasz Frankowski
- Kamil Grosicki
- Radosław Kałużny
- Igor Lewczuk
- Michał Pazdan
- George Popkhadze
- Ivan Runje
- Andrius Skerla
- Jakub Słowik
- Ebi Smolarek
- Tomasz Wałdoch

## Danske spillere
- Louka Prip Andreasen